# Heinrich Brändli (Politiker)
Heinrich Brändli (* 23. September 1900 in Wädenswil; † 25. März 1981 in Zürich; heimatberechtigt in Wädenswil) war ein Schweizer Politiker (BGB) und Präsident des Nordostschweizerischen Milchverbandes.

## Biografie
Brändli wurde 1934 in den Gemeinderat von Wädenswil gewählt, dem er 24 Jahre lang angehörte, davon 12 als Gemeindepräsident. Ab 1935 war er für 30 Jahre Mitglied des Zürcher Kantonsrat und 1952/53 Präsident des Rates. 1950 wurde er kantonaler Parteipräsident der Bauern-, Gewerbe- und Bürgerpartei (BGB). 1951 erfolgte die Wahl in den Nationalrat, dem er bis 1967 angehörte.
Brändli war gelernter Meister-Landwirt. 1939 wurde er in den Vorstand des Nordostschweizerischen Milchverbandes gewählt. Von 1955 bis 1971 präsidierte er den Verband, wobei er zugleich das Präsidium der Geschäftsleitung innehatte. Von 1951 bis 1967 war Brändli Bankrat der Zürcher Kantonalbank.